# كرزيستوف غوردون
كرزيستوف غوردون (بالبولندية: Krzysztof Gordon)‏ (و. 1946 – م) هو ممثل من بولندا .

## التعليم
تعلم في Aleksander Zelwerowicz National Academy of Dramatic Art ‏

## روابط خارجية
- كرزيستوف غوردون على موقع IMDb (الإنجليزية)